# إروين إبرامز
إروين إبرامز (بالإنجليزية: Irwin Abrams)‏ هو مؤرخ أمريكي، ولد في 24 فبراير 1914 في سان فرانسيسكو في الولايات المتحدة، وتوفي في 16 ديسمبر 2010 في يلو سبرينغز في الولايات المتحدة.